# THE END
「THE END」是中島美嘉以NANA starring MIKA NAKASHIMA名義於2006年12月13日發行的專輯。在電影「NANA 2」上映的同時發行了這張專輯，象徵NANA starring MIKA NAKASHIMA這個角色的最初與最後登場。

## 概述
- 除了「一色」以外，整張專輯以搖滾為基調。
- 已於先前以單曲形式發行的「一色」，繼電影「NANA」主題曲「GLAMOROUS SKY 魅惑天空」，再度請到「NANA」漫畫的原作者矢澤愛作詞。
- ORICON最高第2名。銷量約18.2萬張

## 單曲銷量
- GLAMOROUS SKY：ORICON最高第1名。銷量約44.4萬張
- 一色：ORICON最高第5名。銷量約9.7萬張

## 收錄曲目
1. 一色
  - 作詞：AI YAZAWA、作曲：TAKURO、編曲：TAKURO・Masahide Sakuma

電影「NANA 2」主題曲
2. EYES FOR THE MOON
  - 作詞・作曲：TAKURO、編曲：TAKURO・Masahide Sakuma
3. GLAMOROUS SKY
  - 作詞：AI YAZAWA、作曲：HYDE、編曲：HYDE・KAZ

電影「NANA」主題曲
4. BLOWING OUT
  - 作詞：Lori Fine、中島美嘉、作曲：Lori Fine、編曲：根岸孝旨
5. MY MEDICINE
  - 作詞：Lori Fine、作曲：南康弘、編曲：根岸孝旨
6. NEGLEST MIND
  - 作詞：mmm.31f.jp、作曲：大野宏明、編曲：土屋昌巳
7. REAL WORLD
  - 作詞：mmm.31f.jp、作曲：秋山光良、編曲：土屋昌巳
8. ISOLATION
  - 作詞：mmm.31f.jp、作曲：南康弘、編曲：根岸孝旨
9. BLOOD
  - 作詞：mmm.31f.jp、作曲：古賀繁一、編曲：根岸孝旨
10. 一色(ALTAnative)
  - 作詞：AI YAZAWA、作曲：TAKURO、編曲：TAKURO・Masahide Sakuma
11. MY WAY
  - 作詞：Paul Anka・Lucien Marie Antoine Thibaut、作曲：Claude Francois・Jacques Revaux、編曲：根岸孝旨